# Nectocrangon lar
Nectocrangon lar is een garnalensoort uit de familie van de Crangonidae.